# Selenaria exasperans
Selenaria exasperans är en mossdjursart som beskrevs av Cook och Chimonides 1987. Selenaria exasperans ingår i släktet Selenaria och familjen Selenariidae. Inga underarter finns listade i Catalogue of Life.